# Clerodendrum silvestre
Espèce
Clerodendrum silvestre B.Thomas est une espèce de plantes à fleurs de la famille des Lamiacées, endémique du Cameroun.